# الأمن المائي والوطن العربي

## مفهوم الأمن المائي
يكتسب موضوع المياه أهمية خاصة في الوطن العربي بالنظر لمحدودية المتاح منها كمياه الشرب وطبقاً للمؤشر الذي يفضي إلى ان أي بلد يقل فيه متوسط نصيب الفرد فيه من المياه سنوياً عن 1000- 2000 متر مكعب يعتبر بلداً يعاني من ندرة مائية، وبناءً على ذلك فان 19 بلداً عربياً تقع ضمن فئة البلدان التي تعاني من الشح المائي. وهذه الندرة في المياه تتفاقم باستمرار بسبب زيادة معدلات النمو السكاني العالية. ويوضح تقرير البنك الدولي لسنة 1993 ان متوسط نصيب الفرد السنوي من الموارد المائية المتجددة والقابلة للتجدد في الوطن العربي (مع استبعاد مخزون المياه الكامنة في باطن الأرض) سيصل إلى 667 مترا مكعبا في سنة 2025 بعدما كان 3430 مترا مكعبا في سنة 1960، أي بانخفاض بنسبة 80%. أما معدل موارد المياه المتجددة سنوياً في المنطقة العربية فيبلغ حوالي 350 مليار متر مكعب، وتغطي نسبة 35% منها عن طريق تدفقات الأنهار القادمة من خارج المنطقة، إذ يأتي عن طريق نهر النيل 56 مليار متر مكعب، وعن طريق نهر الفرات 25 مليار متر مكعب، وعن طريق نهر دجلة وفروعه 38 مليار متر مكعب. وتحصل الزراعة المروية على نصيب الأسد من موارد المياه في الوطن العربي، حيث تستحوذ في المتوسط على 88%، مقابل 6.9% للاستخدام المنزلي، و5.1% للقطاع الصناعي. وقد حدد معهد الموارد العالمية منطقة الشرق الأوسط بالمنطقة التي بلغ فيها عجز المياه درجة الأزمة، وأصبحت قضية سياسية بارزة، خاصة على امتداد أحواض الأنهار الدولية.
وقد غدا موضوع المياه مرشحاً لإشعال الحروب في منطقة الشرق الأوسط وفقاً لتحليل دوائر سياسية عالمية، خاصة ان أغلب الأقطار العربية لا تملك السيطرة الكاملة على منابع مياهها. فأثيوبيا وتركيا وغينيا وإيران والسنغال وكينيا وأوغندا وربما زائير أيضاً هي بلدان تتحكم بحوالي 60% من منابع الموارد المائية للوطن العربي. ويدور الحديث الآن حول ارتباط السلام في الشرق الأوسط بالمياه بعد اغتصاب إسرائيل لمعظم نصيب دول الطوق العربي من المياه. كما ان بعض الدول أخذت تتبنى اقتراحاً خطيراً للغاية يتمثل في محاولات إقناع المجتمع الدولـي بتطبيق اقتراح تسعير المياه، وبالتالي بيع المياه الدولية. ويقع على رأس هذه الدول تركيا وإسرائيل. والأخطر من ذلك تبني بعض المنظمات الدولية (كالبنك الدولي ومنظمة الفاو) لتلك الاقتراحات، متناسين حقيقة الارتباط الوثيق بين الأمن المائي والأمن الغذائي من جهة، والأمن القومي العربي من جهة أخرى.

## واقعالمياه في الوطن العربي
وهناك ثلاثة تحديات على العرب مواجهتها لحل مشكلة المياه وهي:
اولاً: قضية مياه نهري دجلة والفرات وكيفية حل ما هو قائم حالياً بين تركيا وسوريا والعراق من جهة، وبين كل من سوريا والعراق من جهة أخرى.
ثانياً: مطامع إسرائيل التي اتهمها باستخدام المياه كعنصر أساسي في الصراع العربي الإسرائيلي، حيث تشكل المياه أحد أهم عناصر الاستراتيجية الإسرائيلية سياسياً وعسكرياً وذلك لارتباطها بخططها التوسعية والاستيطانية في الأراضي العربية. وتشمل تلك الأطماع في الموارد المائية العربية نهر الأردن وروافده ونهر اليرموك وينابيع المياه في الجولان وانهار الليطاني والحاصباني والوزاني في لبنان. إضافة إلى سرقة إسرائيل للمياه الجوفية في الضفة الغربية وقطاع غزة لمصلحة مستوطناتها الاستعمارية.
ثالثاً: كيفية مواجهة مخاطر الشح المتزايد في مصادر المياه العربية والمترافقة مع التزايد السكاني والتي تتطلب مواجهتها بذل الجهود العربية المشتركة سياسياً واقتصادياً وعلمياً، من اجل تحديد الأولويات في توزيع الموارد المائية وترشيد استثمارها، بالإضافة إلى تنمية الوعي البيئي لمخاطر التلوث، وتطوير التقنيات المستخدمة والاعتماد على الأساليب التكنولوجية الحديثة في الري ومعالجة التصحر ومشروعات تكرير وتحلية المياه التي سوف تشهد المرحلة المقبلة تزايداً على استخدامها واستثمارها.

توزيع المياه الجوفية.jpeg

وإذا كان الواقـع المائي صعباً في الوطن العربي حيث لا يتجاوز نصيبه من الإجمالي العالمي للأمطار 1.5% في المتوسط بينما تتعدى مساحته 10% من إجمالي يابسة العالم، فان واقع الحال في المشرق العربي يبدو أكثر تعقيداً، إذ لا يتعدى نصيبه 0.2 % من مجمل المياه المتاحة في العالم العربي، في الوقت الذي ترتفع فيه معدلات الاستهلاك بشكل كبير. فخلال الفترة 1980-1990 تضاعف الطلـب على المياه لأغراض الزراعة في دول مجلس التعاون ثماني مرات، رغبة منها في تحقيق الاكتفاء الذاتي بالنسبة لبعض المواد الغذائية، كما ازداد الاستهلاك المنزلي بمقدار ثلاثة أمثاله، خلال نفس الفترة، بسبب تحسن مستوى المعيشة. وأهمية موضوع المياه محلياً، بل وإقليمياً، تكمن في الواقع في صـلاته المباشرة بجهود التنمية بوجه عام، وبصلاته الوثيقة بالقطاع الزراعي بوجه خاص، والواقع ان سياسات الدعم الحكومي للقطاع الزراعي تعتبر أحد ابرز الأسباب المؤدية إلى مشاكل استنزاف الميـاه الجوفية. إلا ان تلك الصلات لا تتوقف عند ذلك الحد، بل تمتد لتطال موضوعات عدة، ربما انطوى كل منها على تحد، كالبيئة والموارد الطبيعية وحتى عجز الميزانية العامة للدولة.

## حد الأمان المائي
وفي دراسة عن مستقبل المياه في المنطقة العربية توقعت المنظمة العربية للتربية والثقافة والعلوم والمركز العربي لدراسات المناطق الجافة والأراضي القاحلة، ظهور عجز مائي في المنطقة يقدر بحوالي 261 مليار م3 عام 2030، فقد قدرت الدراسة الأمطار التي هطلت في الدول العربية بنحو 2238 مليار م3 يهطل منها 1488 مليار م3 بمعدل 300 ملم على مناطق تشكل 20% من مساحة الوطن العربي ونحو 406 بلايين م3 تهطل على مناطق أكثر جفافاً يتراوح معدل أمطارها بين 100 و 300 ملم بينما لا يتجاوز هذا المعدل 100 ملم في المناطق الأخرى. وأوضحت الدراسة التي نـاقشها وزراء الزراعة والمياه العرب ان الوطن العربي يملك مخزوناً ضخماً من الموارد المائية غير المتجددة يعتبر احتياطاً استراتيجياً ويستثمر منه حالياً حوالي 5%. وتقدر كمية المياه المعالجة والمحلاة بنحو 10.9 بلايين م3 سنوياً منها 4.5 بلايين م3 مياه محلاة و6.4 بلايين م3 مياه صرف صحي وزراعي وصناعي. أما بالنسبة للحاجات المائية المستقبلية فهي مرتبطة بمعدلات الزيادة السكانية في العالم العربي التي أصبحت بين الأعلى في العالم. فمن المتوقع ان تصل إلى 735 مليون نسمة عام 2030 مقابل 221 مليون نسمة عام 1991. ولتضييق الفجوة القائمة بين الموارد المائية المتاحة والحاجات المستقبلية، اقترحت الدراسة محورين للحل: يتمثل الأول في تنمية مصادر مائية جديدة واستثمار مصادر مائية جوفية ممثلة في أحواض دول عدة. أما الحل الثاني فيتمثل في ترشيد استخدامات المياه وحمايتها.
ومن ذلك يتضح ان على الدول العربية ان تعطي موضوع تنمية الموارد المائية والمحافظة عليها الأولوية القصوى عند وضـع استراتيجيتها الأمنيـة، ويجب أن يكون موضوع «الأمن المائي» على راس قائمة الأولويات، وذلك بسبب قلة الموارد المائية التقليدية، مما يستدعي العمل الجاد على المحافظة على هذه الموارد ومحاولة تنميتـها وكذلك إيجاد موارد مائية جديدة. وخصوصاً ان معظم منابع الأنهار بيد دول غير عربية مما لا يعطيـها صفة المورد الآمن، كما ان المياه الجوفية، في أغلب الدول العربية، محدودة ومعظمها غيـر متجدد (ناضب) لعدم توفر موارد طبيعية متجددة كالأمطار تقوم على تغذية هذه المكامن وتزيد من مواردها. لذلك يجب أن ينصب اهتمام القائمين على إدارة الموارد المائية على المحافظة على موارد المياه الجوفية وزيادة كمياتها، بل وتحسين نوعيتها واعتبارها مخزونا استراتيجيا في مكامن آمنة.

## التوصيات الفنية لإدارة الموارد المائية
1- ترشيد استهلاك الموارد المائية المتاحة.
2- تنمية الموارد المائية المتاحة.
3- إضافة موارد مائية جديدة.
فبالنسبة إلى ترشيد الاستهلاك هناك عدة أساليب يمكن إتباعها مثل: رفع كفاءة وصيانة وتطوير شبكات نقل وتوزيع المياه، تطوير نظم الري، رفع كفاءة الري الحقلي، تغيير التركيب المحصولي وكذلك استنباط سلالات وأصناف جديدة من المحاصيل تستهلك كميات اقل من المياه، وتتحمل درجات أعلى من الملوحة.
أما بالنسبة إلى تنمية الموارد المائية المتاحة، فهناك عدة جوانب يجب الاهتمام بها مثل: مشروعات السدود والخزانات وتقليل المفقود من المياه عن طريق البخر من أسطح الخزانات ومجاري المياه وكذلك التسريب من شبكات نقل المياه.
أما بخصوص إضافة موارد مائية جديدة خصوصاً لدول الخليج العربية، فيمكن تحقيقه من خلال محورين:

رسم يوضح تحلية مياه البحر.gif

اولاً: إضافة موارد مائية تقليديـة مثل المياه السطحية والمياه الجوفية، حيث ان هناك أفكارا طموحة في هذا المجال مثل جر جبال جليديـة من المناطق القطبية وإذابتها وتخزينها، ونقل الفائض المائي من بلد إلى آخر عن طريق مد خطوط أنابيب ضخمة وكذلك إجراء دراسات واستكشافات لفترات طويلة لإيجاد خزانات مياه جوفية جديـدة. ولكن جميع هذه الأفكار هي في الواقع أفكار مكلفة للغاية وتحتاج إلى وقت طويل لتطبيقها عملياً بالإضافة إلى أنها لا يمكن الاعتماد عليها كمصدر أمن للمياه.
ثانياً: إضافة موارد مائية غير تقليدية (اصطناعية) ويمكن تحقيق ذلك عن طريق استغلال موردين مهمين هما مياه الصرف الصحي ومياه التحلية. ولعل هذا الموضوع هو من أهم المواضيع التي يجب على الدول الفقيرة بالموارد المائية الطبيعية، ومنها دول الخليج العربية، الاهتمام بها والتركيز عليها كمصدر أساسي ومتجدد (غير ناضب) للميـاه. فمياه الصرف، سواءً الصناعي أو الزراعي أو الصحي، يمكن معالجتها بتقنيات حديثة وإعادة استخدامها في ري الأراضي الزراعية وفي الصناعة وحتى للاستخـدام الآدمي (تحت شروط وضوابط معينة) بدلاً من تصريفها دون معالجة إلى المسطحات المائية مما يتسبب في مشاكل بيئية خطيرة تؤدي إلى هدر مصدر مهم من مصادر الثروة المائية. ولعل تزايد اهتمام الدول الغنية بالموارد المائية، مثل الدول الأوروبية وأمريكا، والمتمثل في المبـالغ الطائلة التي تنفق سنويـاً بهدف تحسين تقنيات معالجة هذه المياه وإعادة استخدامها لهو الدليل القاطع على أهمية هذا المورد وعلى ضرورة اهتمام الدول الفقيرة به والعمل على توفيره كمصدر إضافي للموارد المائية.
أما بالنسبة لمياه التحلية، فمما لا شك فيه ان معظم الدول العربية هي دول ساحلية مما يعطيها ميزة وجود مصدر للمياه بكميات لا حدود لها يمكن تحليتها والاعتماد عليها كمورد إضافي، بل في بعض الدول مثل الدول الخليجية كمصـدر أساسي للمياه. فعلى سبيل المثال تمثل مياه البحر المحلاة أكثر من 75% من المياه المستخدمة في دول الخليج العربية بينما ترتفع النسبة إلى 95% في دولة الكويت.

طبقات المياه الجوفية.jpg

وتمتاز موارد مياه التحلية عن الموارد الطبيعية بالتالي:
- أصبح بالإمكان اعتبارها مورداً مائياً يعتمد عليه لتوفير المياه العذبة كما هو متبع الآن في منطقة الخليج.
- يمكن إقامتها في مواقع قريبة من مواقع الاستهلاك مما يؤدي إلى توفير إنشاء خطوط نقل مكلفة جداً.
- يمكن اعتبارها ضماناً أكيدا لتلافي نقص الموارد المائية، بغض النظر عن واقع الدورة الهيدرولوجية وتقلباتها.
- تحتاج إلى تكلفة رأسماليـة منخفضة لكل وحدة سعة مقارنة بتكلفة إقامة وتشغيل منشآت تقليدية مثل السدود، ولكنها تحتاج إلى تكلفة تشغيلية أعلى بكثير.
- تتألف من معدات ميكانيكية، ولذلك فمـن المتوقع ان يستمر تطوير كفاءتها واقتصادياتها.
- لها القدرة على معالجة وتحويل مياه البحر والمياه المالحة الأخرى إلى مياه ذات نوعية ممتازة صالحة للشرب، ولذلك فهي تخلو من عوائق سياسية أو اجتماعية أو قانونية كتلك العوائق التي تتعلق باستغلال الموارد الطبيعية المشتركة مثل الأنهار.
- متوفرة بأحجام متنوعـة وتقنيات مختلفة بحيث يمكن استخدام المناسب منها للغرض المطلوب لتلبية احتياجات المياه.
- مناسبة أكثر لعمليات تنظيم تمويل مشاريعها مقارنة بعمليات تمويل المشاريع المائية التقليدية.
- فترة إنشائها أقصر بكثير من فترة إقامة خطوط نقل مياه من مناطق نائية.

## تنمية وإدارة الموارد المائية

سد لحجز المياه.jpeg

لذا فان على القائمين على تخطيط الموارد المائية في كافة أنحاء العالم ان يأخذوا موارد مياه التحلية في اعتبارهم لتؤدي الأغراض التالية:
- مصدر مائي متكامل قائم بذاته ويمكن استخدامه كذلك كمصدر مياه عذبة إضافي لتكملة موارد المياه التقليدية.
- مورد أساسي للاعتماد عليه في حالات الطوارئ خاصة في مواسم الجفاف وعدم توفر مياه كافية.
- مورد بديل لنقل المياه عبر مسافات طويلة.
- تقنية يعتمد عليها لتحسين ودعم نوعية المياه المتوفرة.
- مصدر مائي لنوعية مياه مناسبة جداً لتطبيقات صناعية وغيرها من الأغراض.
- تقنية مناسبة لمعالجة وإعادة استخدام مياه الصرف الصحي وإزالة جميع الملوثات ومسببات الأمراض.

ومن لغط القول الحديث بان تحلية المياه مكلفة أو مكلفة جداً دون الأخذ بالاعتبار الأوضاع السياسية والجغرافية واقتصاديات موارد المياه البديلة. فعلى سبيل المثال فان العديد من الدول تفضل ان يتوفر لديها موارد مائية ذاتية تفي بكافة احتياجاتها مهما كان الثمن. وقد طرحت أفكار عديدة لنقل المياه بواسطة الأنابيب وعبر أقطار متعددة، ولكن لم يطبق أي منها لاعتبارات اقتصادية أو سياسية- جغرافيـة. وقد أظهرت دراسة أعدت من قبل مفوضية الطاقة النووية في فيينا عام 1992 بان تكلفة نقل المياه بواسطة ناقلات النفط من أوروبا إلى تونس تزيد على دولار أميركي واحد لكل متر مكعب، كما أظهرت نفس الدراسة بان تكلفة نقل المياه بواسطة الأنابيب لمسافة تزيد عن 300 كم أعلى من تكلفة إنتاجها بواسطة طرق التحلية.
وفي المناطق التي تعاني من نقص شديد في المياه العذبة، تعتبر هذه السلعة ثمينة جداً وذات أهمية إستراتيجية، وقد اكتسبت صفة السلعة الاستراتيجية لكونها ذات أهمية حيوية وسلعة نادرة، حالها في ذلك حال السلع الاستراتيجية الأخرى التي تتصف بالندرة والحاجة الحيوية لها مثل النفط وبعض المعادن الثمينة. والسلع الاستراتيجية المذكورة تتصف بخواص مشتركة أهمها:
1- الحاجة إلى توفيرها وتخزينها.
2- الحاجة إلى أعمال بحث وتطوير لتقليل استخدامها والمحافظة عليها ومعالجتها وإعادة استخدامها.
3- البحث عن موارد لبدائلها.

## الخلاصة
ومن هذا المنطلق، فان على أصحاب القرار ان يأخذوا باعتبارهم مورد تحلية المياه كبديل جديد، وعليهم أن يقوموا بتقييم البدائل بما فيها التحلية، وان يضعوا توصياتهم بناء على تحليل فني واقتصادي وجغرافي وسياسي يجعل من السهل على صاحب القرار اختيار البديل المناسب للتزود بالمياه العذبة مشمولاً بأقل التكاليف وأضمن الوسائل وأفضلها من وجهة نظر سياسية - جغرافية.